# Latania verschaffeltii
Latania verschaffeltii, le latanier jaune, est une espèce de plantes à fleurs de la famille des Arecaceae (les palmiers). C'est un latanier endémique de Rodrigues qui est menacé de disparition à l'état naturel. Des exemplaires ont été plantés au jardin botanique de Pamplemousses.

## Sources
- (en) Johnson, D. 1998.  Latania verschaffeltii.
- (en) Liste rouge (2006) des espèces menacées.